# Mill Spring (Missouri)
Pour les articles homonymes, voir Mill Spring.
Mill Spring est un village, situé au centre-ouest du comté de Wayne, dans le Missouri, aux États-Unis,. Il est fondé en 1871 et incorporé en 1957.

## Démographie
Lors du recensement de 2010, le village comptait une population de 189 habitants. Elle est estimée, en 2016, à 180 habitants.

### Source de la traduction
- (en) Cet article est partiellement ou en totalité issu de l’article de Wikipédia en anglais intitulé « Mineral Point, Missouri » (voir la liste des auteurs).